# Centurion Air Cargo

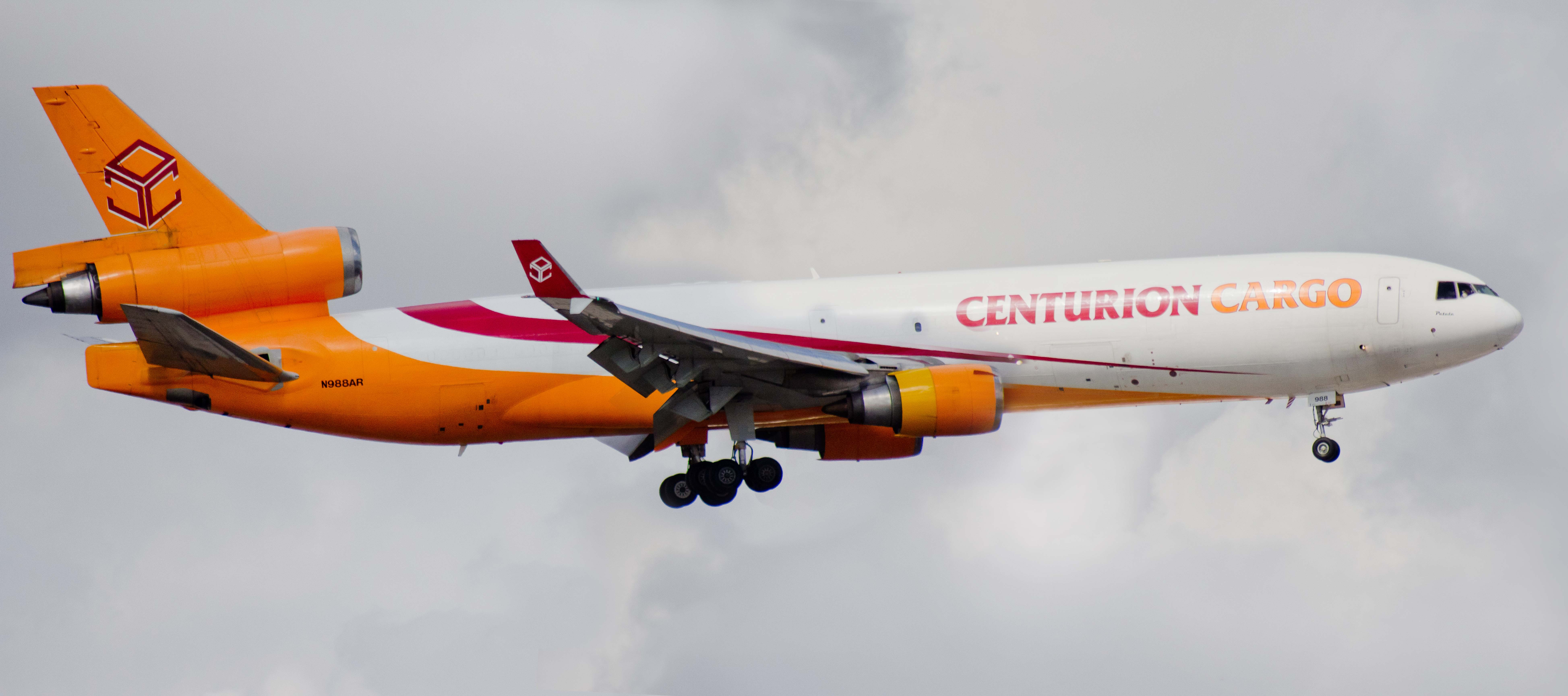
Toestel van Centurion Air Cargo

Centurion Air Cargo is een Amerikaanse vrachtluchtvaartmaatschappij met haar thuisbasis in Miami. Er wordt anno 2013 naar meer dan 20 bestemmingen gevlogen in Noord- en Centraal-Amerika, Zuid-Amerika en Europa.

## Geschiedenis
De maatschappij is opgericht in 1995 onder de vleugels van Challenge Air Transport. Na een aantal jaren werd de maatschappij onderdeel van United Parcel Service, in 2001 werd de naam uiteindelijk veranderd naar Centurion Air Cargo en is sinds 2003 onderdeel van AMC. In 2011 is er door de topman Alfonso Rey aangekondigd dat er een nieuwe afdeling voor luchtvrachtafhandeling wordt gebouwd. Dit gebouw wordt ongeveer 80.000 m² groot en zal zo'n 200 nieuwe banen opleveren. Het gebouw bevindt zich in het noordoosten op de luchthaven in Miami.

## Vloot
- 11 McDonnell Douglas MD-11F
- 3 Boeing 747-400F

## Oude vloot
- 2 Boeing 707-300C
- 3 Boeing 757-200PF
- 2 DC-8-63F
- 1 DC-8-73F
- 4 McDonnell Douglas DC-10-30F